# 海燕式戰鬥轟炸機
管鼻燕式/費瑞海燕式（Fairey Fulmar）是英國二戰時期的雙座戰鬥機，用來取代火力低速度慢的賊鷗式戰鬥轟炸機。操控性與續航力不錯，而且算得牢固可靠。雖然空戰性能不及第一線單座戰機，但與意大利交戰，或是為商船提供空中保護時皆有不錯的表現。儘管海燕式的設計及配置與當時陸基戰鬥機類似，但後座並沒有配備武裝，因此管鼻燕式主要任務中執行觀察、導航及無線電操作之工作。

## 性能諸元（Mk I）
参考资料：airwar.ru
基本信息
- 机组：2人

性能
武器

機翼上安裝8x7.7毫米（0.303吋）機槍